# Born to Reign
Born to Reign es el nombre del tercer álbum de estudio en solitario lanzado por Will Smith. El álbum fue lanzado bajo el sello discográfico Columbia Records en Estados Unidos el 25 de junio de 2002, y se consideró un descenso respecto a su anterior disco que fue un éxito, ya que este sólo alcanzó el disco de oro por la RIAA, mientras que el Big Willie Style y Willennium llegaron a multiplatinum. El álbum de Smith del 2005, Lost and Found.
Este álbum incluye el semi-éxito "Willow is a Player" y "Black Suits Comin '", esta última fue la banda sonora de las película Hombres de negro II.

## Lista de canciones
| N.º | Título                                                             | Escritor(es) | Duración |  |
| 1.  | «Born to Reign»                                                    |              | 1:53     |  |
| 2.  | «Act Like You Know»                                                |              | 4:01     |  |
| 3.  | «I Can't Stop»                                                     |              | 4:57     |  |
| 4.  | «Jaden's Interlude»                                                |              | 0:55     |  |
| 5.  | «1,000 Kisses (featuring Jada)»                                    |              | 4:17     |  |
| 6.  | «Willow is a Player»                                               |              | 3:48     |  |
| 7.  | «Black Suits Comin' (Nod Ya Head) (featuring Tra-Knox)»            |              | 4:19     |  |
| 8.  | «How Da Beat Goes On»                                              |              | 4:14     |  |
| 9.  | «Block Party (produced by DJ Quik)»                                |              | 4:13     |  |
| 10. | «Give Me Tonite»                                                   |              | 3:41     |  |
| 11. | «I Gotta Go Home (featuring Vashawn)»                              |              | 4:31     |  |
| 12. | «Maybe»                                                            |              | 4:07     |  |
| 13. | «Nod Ya Head [The Remix] (featuring Christina Vidal and Tra-Knox)» |              | 3:43     |  |
| 14. | «Momma Knows»                                                      |              | 3:57     |  |

| Japanese Bonus Track |                      |              |          |  |
| N.º                  | Título               | Escritor(es) | Duración |  |
| 15.                  | «Nothin' on My Mind» |              | 4:40     |  |

## Gráficos
Álbum
| Año  | Gráfico                | Posición |
| ---- | ---------------------- | -------- |
| 2002 | The Billboard 200      | 13       |
| 2002 | Top R&B/Hip-Hop Albums | 13       |

Solitario
| Año  | Solitario                          | Gráfico                          | Posición |
| ---- | ---------------------------------- | -------------------------------- | -------- |
| 2002 | "Black Suits Comin' (Nod Ya Head)" | Hot R&B/Hip-Hop Singles & Tracks | 92       |
| 2002 | "Black Suits Comin' (Nod Ya Head)" | Rhythmic Top 40                  | 31       |
| 2002 | "Black Suits Comin' (Nod Ya Head)" | The Billboard Hot 100            | 77       |
| 2002 | "Black Suits Comin' (Nod Ya Head)" | Top 40 Mainstream                | 23       |
| 2002 | "Black Suits Comin' (Nod Ya Head)" | Top 40 Tracks                    | 34       |

- Datos: Q3642681